# Ion Popescu-Gopo
Ion Popescu-Gopo (* 1. května 1932 v Bukurešti - 28. listopadu 1989) byl rumunský výtvarník, animátor, filmový režisér a herec. Byl jednou z nejvýraznějších postav rumunské kinematografie a zakladatelem moderní rumunské školy animace.
Popescův-Gopův film Scurtă Istorie získal Zlatou palmu za krátkometrážní tvorbu na festivalu v Cannes v roce 1957.
Jeho nejznámější kreslenou postavičkou je malý černobílý muž, někdy označovaný jako Gopo.